# اختطاف وذبح أقباط مصريين في ليبيا 2015
أعدم تنظيم داعش 21 مصريًّا قبطيًّا تحت عنوان رسالة موقعة بالدماء إلى أمة الصليب. حيث بث تنظيم الدولة فيديو تظهر عملية ذبح واحد وعشرين مصريًّا على إحدى السواحل يشار إليها على إنها في ليبيا. وأظهرت الصور معاملة مهينة من عناصر داعش للأسرى، حيث ساقهم واحداً واحداً. وأظهرت إحدى الصور تلطخ مياه البحر بلون الدم.

## خلفية الأحداث
في أعقاب التغيرات التي مرت بها كل من مصر وليبيا بعد الثورات العربية والإطاحة بنظام معمر القذافي في 2011، لم يستتب النظام والأمن بشكل تام، وفي الفترة السابقة لبث التنظيم لفيديو قتل المصريين ال21، كان هناك مجموعة من الحوادث التي تضمنت ليبيين ومصريين. ففي يناير/كانون ثاني 2014 اختطف خمسة من موظفي السفارة المصرية في ليبيا، على خلفية اعتقال القوات المصرية لليبي شعبان هدية في الإسكندرية، ليطلق سراحهم بعد إطلاق سراح شعبان بعدها بيومين، وفي فبراير عام 2014، خُطف وقتل برصاص في الرأس 7 عمال مصريين في بنغازي.
وفي صيف 2014 بدأت أزمة في ليبيا ومعارك دامية بين مليشيات متصارعة، قوات الجيش بقيادة المشير خليفة حفتر وبين مليشيات إسلامية، بوجود حكومة المؤتمر الوطني العام المؤقتة ومنتهية الصلاحية في طرابلس وبرلمان يجتمع نواب منه في طبرق، وفي ديسمبر 2014 قُتل طبيب مصري وزوجته في منطقة جارف في سرت، وخطفت إبنة لهما في الثالثة عشرة من عمرها ووجدت جثتها لاحقا غرب سرت

### تطور أحداث اختطاف ال21
في الثلاثين من ديسمبر 2014، خُطف 7 من العمال المصريين الأقباط في مدينة سرت شرق ليبيا، حيث قطعت طريق عودتهم لمصر، ثم خُطف 14 آخرون في 3 يناير 2015 من مساكنهم في سرت أيضاً.
في 5 يناير 2015، أعلنت وزارة الخارجية أن الرئيس عبد الفتاح السيسي أمر بإنشاء خلية أزمة لمتابعة قضية المخطوفين، وأنها في حالة انعقاد دائم وتضم ممثلين عن كافة الوزارات والأجهزة الأمنية المعنية.
قامت الخلية بإجراء محادثات مع شيوخ القبائل الليبية، والسلطات الليبية الرسمية، ووزراء خارجية أوروبيين، ووزير الخارجية الأمريكي جون كيري.
بعد مرور أسابيع على الاختطاف، نظم العشرات من أهالي المختطفين وقفة احتجاجية أمام وزارة الخارجية مطالبين بسرعة التحرك للإفراج عن ذويهم في 19 يناير،  وأرسلوا رسائل تفيد عدم الرضا عن جهود الدولة لإستعادة أبنائهم.
نشر تنظيم داعش مقالا حول الخطف مرفقا بصور في مجلة يصدرها باسم «دابق»، وبعدها بأيام وتحديدا في 15 فبراير نُشر فيديو مدته 5 دقائق يظهر قتل المختطفين ال21 ذبحا.
وكانت الصور في مجلة دابق -التي تعود ليوم الخميس 13/7/2015 المرفقة بالمقال مماثلة جدا وبشكل كبير لتلك التي يتضمنها شريط الفيديو الذي تم بثه

## القرارات والخطاب
أعلن الرئيس المصري عبد الفتاح السيسي في كلمة طارئة ردا على مقتل 21 مصري من قبل تنظيم الدولة الإسلامية في ليبيا بأنه حان الوقت للتعامل مع الإرهاب بدون أي ازدواجية في المعايير مشيرا إلى أن مصر تمتلك حق الرد من داعش.
وقدم الرئيس السيسي، العزاء للشعب المصري وأسر الضحايا، مشيًرا إلى أن المصاب هو مصاب مصر كلها، وأن هذه الأعمال الجبانة لن تنال من عزيمة مصر، وأعلن السيسي في كلمة له، إن أول قراراته دعوة مجلس الدفاع الوطني للانعقاد والتباحث حول القرارات والإجراءات المقرر اتخاذها، وقام الرئيس السيسي بتوجيه وزير الخارجية بالتوجه إلى واشنطن[ ؟ ] لإجراء الاتصالات العاجلة مع الأمم المتحدة للمشاركة في إتخاذ قرارات هامة ضد الإرهاب مؤكدا بأنه قد آن الآوان لهزيمة الإرهاب مرة أخرى.
ووجه الرئيس حكومة محلب بإتخاذ كافة الإجراءات للوقوف مع أهالي الضحايا بكل الطرق الممكنة بالإضافة إلى منع المصريين من السفر إلى ليبيا. «وتابع: «كما وجهت أجهزة الدولة لاتخاذ كافة الإجراءات اللازمة لعودة المصريين الراغبين في العودة لأرض الوطن وقال السيسي بأن مصر ودول العالم اجمع تواجه معركة شرسة ضد تنظيمات ارهابية متطرفة وان الاوان لكي نتعامل معاها جميعا.
وأوضح الرئيس السيسي بأنه في اجتماع دائم لمجلس الدفاع الوطني لبحث الرد على التنظيم الدولة بكل قوة. وأضاف السيسي، في خطاب ألقاه للشعب المصري، أن مصر تحتفظ لنفسها بحق الرد على المجرمين القتلة، لافتًا إلى أنه وجه الحكومة إلى التنفيذ الصارم لقرار منع سفر المصريين إلى ليبيا، وأضاف «إننا في هذه اللحظات نشعر جميعا كمواطنين نشعر بالحزن والألم والغضب فهذا الإرهاب الجديد في سلسلسة الإرهاب المسترشي وهو ما يفرض جميعا الاصطصاف من حماية العالم منه وعلى دول العالم أن» تتشارك في نفس الأهداف ضد الإرهاب.

## أسماء الضحايا
عدد الضحايا 21 شخص  وينتمي أن الضحايا إلى خمسة قرى بمحافظة المنيا جنوبي القاهرة، ومنهم 13 من قرية العور وأسماء الضحايا هي:
- ميلاد مكين زكي - أبانوب عياد عطية - ماجد سليمان شحاتة - يوسف شكري يونان
- كيرلس شكري فوزي - بيشوي أسطافنوس كامل - صموئيل أسطافنوس كامل - ملاك إبراهيم سنيوت
- تواضروس يوسف تواضروس - جرجس ميلاد سنيوت - مينا فايز عزيز - هاني عبد المسيح صليب
- بيشوي عادل خلف - صموئيل ألهم ويلسن - عامل افريقى يدعى ماثيو اياريجيا - عزت بشري نصيف
- لوقا نجاتي - جابر منير عادلي - عصام بدار سمير - ملاك فرج إبرام - سامح صلاح فاروق _ جرجس سمير مجلي

## ردود الفعل بعد المذبحة
- الأزهر: من جهته أدان مفتي مصر بشدة ذبح المواطنين المصريين، كما أكد الأزهر في بيانه "العمل البربري الهمجي لا يمت إلى دين من الأديان ولا عرف من الأعراف الإنسانية.[9]
- الكنيسة الأرثوذكسية[ ؟ ] في مصر: أعربت الكنيسة الأرثوذكسية المصرية عن تعازيها لأهالي الضحايا، وقالت في بيان لها إن "مصر لن يهدأ لها بال حتى ينال الجناة الأشرار جزاءهم العادل...[9]
- الأردن: من جانبها أدانت الحكومة الأردنية عملية الإعدام مؤكدة وقوفها إلى جانب مصر، وإن هذا العمل الإجرامي يؤشر على أن الإرهاب أعمى ويثير الحقد والبغضاء بين أتباع الديانات السماوية.[9][18]
- تنظيم[ ؟ ] فجر ليبيا: اعتبر تنظيم فجر ليبيا هذا العمل «إجراميًا لا يمت إلى الإسلام بصلة»، وأكد القائد الميداني في التنظيم عادل الطاهر للجزيرة إدانته لعملية الذبح.[9]
- تونس: أدانت تونس بشدّة عبر بيان لوزارة الشؤون الخارجية للجريمة الإرهابيّة البشعة التي راح ضحيّتها مواطنون مصريّون أبرياء. وتقدّمت الحكومة التونسية بتعازيها للحكومة والشعب المصريّين.[19]
  - أصدر رئيس حزب حركة النهضة راشد الغنوشي بيانا في 16 فبراير أدان فيه المذبحة.[20]

## الفيديو

### المكان
في بداية الفيديو يظهر نص يبين ان المكان هو أحد سواحل طرابلس في ليبيا  بينما اكدت مصادر ليبية ومصرية نفت ذلك حيث تبيّن بعد التحليل  أن الحادث وقع في منطقة السبعة، غرب سرت بحوالي 7 كم، وهو موقع يخضع لسيطرة التنظيم بالكامل.

### شرح الفيديو
مدة الفيديو تصل إلى خمسة دقائق وأُلقى عليه عنوان رسالة موقعة بالدماء لامة الصليب  على أحد سواحل ولاية طرابلس حيث لم تستخدم اسم ليبيا للدلالة على ولاية تتبع الدولة الإسلامية بشكل مشابه لولاية طرابلس الغرب بالدولة العثمانية، ويُقتاد الرهاءن في لباس برتقالي كل واحد مع أحد افراد داعش ذو بنية جسمية ضخمة متماثلة ويرتدون الزي الاسود والخناجر على يمينهم، ما عدا أحد كوادر داعش يرتدي زياً مختلفا مشابه للزي الذي كان يرتديه مسلحي داعش خلال إعدام الطيار الأردني معاذ الكساسبة ثم يتحدث قائدهم ذو الزي المختلف بالإنجليزية ثم يتم تمديدهم وقطع الرؤوس ثم يكمل كلامه ثم تظهر صور لشاطئ البحر مختلط بالدماء. وأبرز الاختلافات في هذا الفيديو انه كان أقسى وأفظع وأكثر رعبا من الفيديوهات السابقة، والمتحدث لم يأت من قريب أو بعيد على ذكر السلطات المصرية اوالرئيس عبد الفتاح السيسي ولم يهاجمهما. وايضا قساوة المشهد وتدفق الدماء بشكل واضح والاخراج الهوليودي، وأيضا ذكر غير مسبوق لزعيم تنظيم القاعدة الراحل أسامة بن لادن، حيث توعد قائد المجموعة بالثأر له.

### نصوص الفيديو
"الحمد لله القوي المتين والصلاة والسلام على "من بعث بالسيف رحمة للعالمين".
ان هذا البحر الذي غيبتم به جسد الشيخ أسامة بن لادن تقبله الله اقسمنا بالله لنشوبنه بدمائك... سنفتح روما بإذن الله، وعد نبينا صلى الله عليه وسلم، واليوم نحن في جنوب روما في أرض الإسلام ليبيا، نرسل رسالة أخرى أيها الصليبيون إن الأمان لكم أماني لا سيما أنكم تقاتلونا كافة فسنقاتلكم كافة حتى تضع الحرب أوزارها.

### آراء عن الفيديو
علق المنتج السينمائي صفوت غطاس، ان الفيديو تم اخراجه باحترافيه عاليه، اجريت له بروفات أكثر من مره في دخولهم وركوعهم في ذات الوقت، وان هناك أكثر من كاميرا تمت الاستعانة بها.